# Formy wychowania
Formy wychowania – działania wychowawcy celowo organizowane po to, aby wychowankowie przejawiali oczekiwane przez niego rodzaje aktywności. 
Proces wychowania przyjmuje pewną formę ze względu na rodzaj aktywności podejmowanej przez wychowanka. Oznacza to, że proces ten został sprowadzony do pewnej postaci dającej się wyraźnie określić i wyodrębnić spośród innych. Wychowanek sam może konstruować sobie formy wychowania. Staje się wówczas podmiotem zmieniania samego siebie, staje się autokreatorem.
Generalnie przyjmuje się dwa kryteria ich wyodrębniania. Kryterium pierwsze stanowi przedmiot aktywności, dziedzina życia społecznego, w której uczestniczy wychowanek. Kryterium drugim są natomiast relacje, w jakie wchodzi wychowanek z innymi osobami. Tutaj ważny jest zarówno emocjonalny znak tych relacji: pozytywny, obojętny, negatywny, jak też treść społeczna – typ więzi społecznej występujący między uczestnikami sytuacji wychowawczej.
Przyjmując jako podstawę klasyfikacji form wychowania pierwsze kryterium mówi się o formach wychowania przez następujące czynniki: 
- działalność wytwórcza
- zabawa
- sztuka
- nauka
- działalność usługowa
- działalność społeczna

Biorąc z kolei pod uwagę kryterium drugie, wskazuje się na takie formy wychowania jak
- działalność indywidualna
- działalność zespołowa
- działalność zbiorowa